# باشگاه فوتبال کرای واندررز
باشگاه فوتبال کرای واندررز (به انگلیسی: Cray Wanderers Football Club) یک باشگاه فوتبال در شهر بروملی، کشور انگلستان است که در سال ۱۸۶۰ میلادی تأسیس شده‌است.